# Юдин, Алексей Валериевич
Алексе́й Вале́риевич Ю́дин (род. 18 августа 1965, Одесса) — украинский и бельгийский лингвист (специалист по этнолингвистике), культуролог, славист; русский поэт, профессор Гентского университета.

## Биография
Алексей Юдин родился 18 августа 1965 года в Одессе.
В 1989 году закончил филологический факультет Одесского государственного университета имени И. И. Мечникова. Потом до 1992 года обучался в аспирантуре.
В 1992 году защитил диссертацию на соискание ученой степени кандидата филологических наук..В 1995 году присвоено ученое звание доцента.
В 1992—1993 годах работал ассистентом кафедры украинской и русской филологии Одесского технологического института холодильной промышленности имени М. В. Ломоносова, в 1993—1995 годах — ассистентом, потом доцентом кафедры культурологии Одесского государственного политехнического университета.
В 1995—1998 года обучался в докторантуре. В 1998—2000 годах работал доцентом кафедры славянского языкознания Южноукраинского государственного педагогического университета имени К. Д. Ушинского.
Занимался журналистикой. С 2000 года — профессор кафедры славистики и восточноевропейских исследований (с 2012 года — кафедры языков и культур) Гентского университета (Бельгия).
Входил в одесский литературный клуб «Круг». Стихи публиковались в одесских газетах, коллективных сборниках «Вольный город» (Одесса, 1990) и «Глаголы настоящего времени» (Киев, 2013), в журналах «Collegium», «Дерибасовская-Ришельевская», «Октябрь», «Дети Ра», «ШО», «Под небом единым», «Плавучий мост», «Интерпоэзия».
Автор поэтических переводов с нидерландского языка («Футурум АРТ», № 3 (16), 2007; «Дети Ра», № 11-12 (37-38), 2007).
Член редакционной коллегии научных журналов «Folklorica» (США), «Etnolinwistyka» (Польша), «Вестник ПСТГУ» (Православного Свято-Тихоновского гуманитарного университета).

## Награды и премии
- Международная отметина имени отца русского футуризма Давида Бурлюка[8]

## Труды

### Монографии
- Юдин А. В. Ономастикон русских заговоров. Имена собственные в русском магическом фольклоре. — М.: МОНФ, 1997. — 319 с.
- Юдин А. В. Ономастикон восточнославянских загадок. — М.: ОГИ, 2007. — 119 с.

### Учебные пособия
- Юдин А. В. Русская народная духовная культура: Учебное пособие для студентов вузов. — М.: Высшая школа, 1999. — 400 с.
- Юдин А. В. Русская народная духовная культура. Пособие для студентов. Изд. 2-е, прераб. и доп. М.: Высшая школа, 2007. — 415 с.

- Юдин Алексей. Сентябрь. — Одесса, 2005. — ISBN 5-06-003346-5.
- Алексей Юдин. Музыка из окон: Стихи. / Фотографии El Ya Gri. — Киев: Каяла (ФОП Ретівов Тетяна), 2021. — 54 с. — ISBN 978-617-7697-96-0.
- Алексей Юдин. Холод и свет: Стихи. / Фотографии El Ya Gri. — Киев: Каяла (ФОП Ретівов Тетяна), 2021. — 54 с. — ISBN 978-617-7697-97-7.

- Юдин А. В. Буян // Русская ономастика и ономастика России. Словарь / Под редакцией О. Н. Трубачёва. — М.: Школа-Пресс, 1994. — С. 43.
- Юдин А. В. Мифоним Смородина // Восточноукраинский лингвинистический сборник  / Отв. ред. Е. С. Отин. — Донецк: ДонГУ, 1996. — Вып. 2. — С. 109—111.